# Steffen Schäffler
Steffen Schäffler (* 1968 in Trier) ist ein deutscher Regisseur, Drehbuchautor und Animator. Sein Kurzanimationsfilm Der Perückenmacher (1999), den er zusammen mit seiner Schwester Annette Schäffler umsetzte, wurde 2001 für den Oscar als Bester animierter Kurzfilm nominiert.

## Leben
Schäffler kam wie seine zwei Jahre ältere Schwester Annette Schäffler in Trier zur Welt. Bereits in seiner Jugend war er vom Film fasziniert. Er ließ sich zunächst in München zum Fotografen ausbilden und war in München und London als Animator und Filmassistent bei Trickfilmen tätig. Zu den Filmen, an denen er in dieser Zeit als Zeichner arbeitete, gehören Peterchens Mondfahrt (1990), Feivel, der Mauswanderer im Wilden Westen (1991) sowie 1995 Balto – Ein Hund mit dem Herzen eines Helden.
Von 1993 bis 1999 studierte Steffen Schäffler an der Filmakademie Baden-Württemberg Regie und veröffentlichte erste Kurzspielfilme. Diese entstanden in Zusammenarbeit mit Annette Schäffler, die von 1993 bis 1997 Filmproduktion an der Hochschule für Fernsehen und Film München studierte. Gemeinsam gründeten sie 1993 das Filmproduktionsstudio Ideal Standard Films. Der erste produzierte Film wurde 1993 Steffen Schäfflers Das lächerliche Lied der Liebe. Wie in weiteren Filmkollaborationen führte Steffen Schäffler Regie und schrieb das Drehbuch, während Annette Schäffler ebenfalls am Drehbuch mitarbeitete und die Regie übernahm.
Noch während seines Studiums begann Schäffler mit den Dreharbeiten zu seinem ersten Animationsfilm Der Perückenmacher. Dieser in Stop-Motion umgesetzte Kurzfilm spielt zur Zeit der Londoner Pest 1665 und beruht auf dem Roman Die Pest zu London von Daniel Defoe. Die Umsetzung des Films gestaltete sich schwierig, da die Filmakademie das Projekt kaum unterstützte. Die Produktion übernahmen die Geschwister mit ihrer eigenen Produktionsfirma. Die Dreharbeiten zu Der Perückenmacher begannen im Frühjahr 1999 in London. Annette Schäffler fungierte als Drehbuchautorin und Produzentin, während Steffen Schäffler unter anderem Regie führte, das Drehbuch mitverfasste und den Film schnitt. Als Sprecher der Hauptfigur im Film konnte Kenneth Branagh gewonnen werden. Der Perückenmacher erschien 1999 und wurde ein großer Erfolg. Er gewann auf internationalen Filmfestivals insgesamt 33 Preise. Im Jahr 2001 wurde er für einen Oscar in der Kategorie „Bester animierter Kurzfilm“ nominiert.
Für die Filmakademie Baden-Württemberg drehte Schäffler 1999 den 60-minütigen Interviewfilm Der Deutsche Film #1, in dem die Regisseure Wolfgang Becker, Matthias Glasner, Philip Gröning, Oskar Roehler und Tom Tykwer über ihren Einstieg ins Filmgeschäft Auskunft geben. Es folgte 2001 ein Filmbuch namens Neun Interviews, in dem Schäffler neben den Vorgenannten auch Jörg Buttgereit, Ralf Huettner, Romuald Karmakar und Hans-Christian Schmid interviewte. 
Steffen und Annette Schäffler veröffentlichten im Jahr 2008 den dreiminütigen Kurzanimationsfilm  Screen Test, in dem ein Amateurdarsteller ein Casting für einen Kostümfilm bestreitet. Der Film wurde von der Filmbewertungsstelle mit dem höchsten Prädikat „Besonders wertvoll“ ausgezeichnet. Der gemeinsame Film Pickels in a Pickle aus dem Jahr 2011 erhielt das Prädikat „Wertvoll“.

## Filmografie
(* = kein Animationsfilm)
- 1990: Peterchens Mondfahrt – nur Animation
- 1991: Feivel, der Mauswanderer im Wilden Westen (An American Tail: Fievel Goes West) – nur Animation
- 1993: Das lächerliche Lied der Liebe*
- 1994: Ahoi*
- 1994: Ah Pook Is Here – nur Animation
- 1995: Balto – Ein Hund mit dem Herzen eines Helden (Balto) – nur Animation
- 1996: Zap* (TV)
- 1996: Deus*
- 1999: Der Perückenmacher (The Periwig-Maker)
- 1999: Der Deutsche Film #1*
- 2008: Screen Test
- 2011: Pickels in a Pickle
- 2014: Hexe Lilli (3. Staffel)

## Publikation
- Neun Interviews mit Wolfgang Becker, Jörg Buttgereit, Matthias Glasner, Philip Gröning, Ralf Huettner, Romuald Karmakar, Oskar Roehler, Hans-Christian Schmid, Tom Tykwer. Belleville, München 2002, ISBN 3-933510-70-8

## Auszeichnungen (Auswahl)
- 1999: Prädikat „Besonders wertvoll“ für Der Perückenmacher
- 2000: BAFTA-Nominierung, Bester animierter Kurzfilm, für Der Perückenmacher
- 2000: Friedrich-Wilhelm-Murnau-Preis für Der Perückenmachen
- 2000: OIAF Award (Bestes Filmdebüt), Ottawa International Animation Festival, für Der Perückenmacher
- 2000: Preis für das beste Filmdebüt, Animafest Zagreb, für Der Perückenmacher
- 2001: Oscarnominierung, Bester animierter Kurzfilm, für Der Perückenmacher
- 2008: Prädikat „Besonders wertvoll“ für Screen Test
- 2011: Prädikat „Wertvoll“ für Pickels in a Pickle